# Eero Saarinen
Eero Saarinen (/ˈeɪroʊ ˈsɑːrɪnən, ˈɛəroʊ -/, finsko [ˈeːro ˈsɑːrinen]; finsko-ameriški arhitekt in industrijski oblikovalec; 20. avgust 1910 – 1. september 1961. 
Ustvaril široko paleto inovativnih modelov za stavbe in spomenike, vključno Tehnični center General Motors v Warrenu v Michiganu; potniški terminal na mednarodnem letališču Dulles zunaj Washingtona, D.C.; letalski center TWA (zdaj hotel TWA) na mednarodnem letališču John F. Kennedy; in Gateway Arch v St. Louisu. Bil je sin finskega arhitekta Eliela Saarinena.

## Zgodnje življenje in izobraževanje
Eero Saarinen se je rodil v Hvitträsku 20. avgusta 1910 finskemu arhitektu Elielu Saarinenu in njegovi drugi ženi Louise na očetov 37. rojstni dan. V Združene države so se preselili leta 1923, ko je bil Eero star trinajst let. Odraščal je v Bloomfield Hillsu v Michiganu, kjer je njegov oče poučeval in bil dekan Akademije za umetnost Cranbrook, kjer je obiskoval tečaje kiparstva in oblikovanja pohištva. Imel je tesen odnos s kolegoma študentoma, oblikovalcema Charlesom in Rayem Eamesom, ter postal dober prijatelj z arhitektko Florence Knoll (rojena Schust).
Saarinen je začel študirati kiparstvo na Académie de la Grande Chaumière v Parizu v Franciji septembra 1929. Nato je nadaljeval študij na Yale School of Architecture, ki ga je zaključil leta 1934. Dve leti je potoval po Evropi in Severni Afriki, nato pa se je leta 1936 vrnil v ZDA, da bi delal v očetovi arhitekturni pisarni.

## Kariera
Po turneji po Evropi in Severni Afriki se je Saarinen vrnil v Cranbrook, da bi delal za svojega očeta in poučeval na akademiji. Podjetje njegovega očeta, Saarinen, Swanson and Associates, sta vodila Eliel Saarinen in Robert Swanson od poznih 1930-ih, do Elielove smrti leta 1950, sedež pa je bil v Bloomfield Hillsu v Michiganu do leta 1961, ko je bil biro preseljena v Hamden v Connecticutu.
Medtem ko je še delal za svojega očeta, je Saarinen prvič pridobil priznanje za svoje oblikovalske sposobnosti za stol, ki ga je zasnoval skupaj s Charlesom Eamesom in je prejel prvo mesto na tekmovanju Organic Design in Home Furnishings leta 1940. Stol tulipan, tako kot vsi drugi Saarinenovi stoli, je začelo proizvajati pohištveno podjetje Knoll, ki ga je ustanovil Hans Knoll, ki se je poročil s prijateljico družine Saarinen Florence (Schust) Knoll. Nadaljnja pozornost je prišla tudi, ko je Saarinen še delal za svojega očeta, ko je leta 1948 prejel prvo nagrado na natečaju za načrtovanje nacionalnega parka Gateway Arch (takrat znan kot Jefferson National Expansion Memorial) v St. Louisu. Spomenik je bil dokončan šele v 1960-ih. Nagrada je bila pomotoma naslovljena na njegovega očeta, ker sta se oba z očetom na tekmovanje prijavila ločeno.
Med dolgoletnim sodelovanjem s podjetjem Knoll je zasnoval veliko pomembnih kosov pohištva: ležalnik Grasshopper in otomano (1946), stol in otomano Womb (1948), sedežno garnituro Womb (1950), stranski in stol z naslonjali (1948–1950) in njegova najbolj znana skupina Tulipan ali serija Pedestal (1956), ki je vključevala stole, jedilne, kavne in stranske mizice ter tabure. Vsi ti modeli so bili zelo uspešni, razen ležalnika Grasshopper, ki, čeprav je bil v proizvodnji do leta 1965, ni bil velik uspeh.
Eno od Saarinenovih najzgodnejših del, ki je prejelo mednarodno priznanje, je šola Crow Island v Winnetki v Illinoisu (1940). Prvo večje delo, ki ga je Saarinen izvedel v sodelovanju z očetom, je bil Tehnični center General Motors  v Warrenu v Michiganu, ki sledi racionalističnemu dizajnu Miesian slogu, ki vključuje jeklo in steklo, vendar z dodatkom poudarka plošč v dveh odtenkih modre barve. Tehnični center GM je bil zgrajen leta 1956, pri čemer je Saarinen uporabljal modele, kar mu je omogočilo, da je delil svoje zamisli z drugimi in zbiral prispevke drugih strokovnjakov.
Z uspehom tega projekta so Saarinena nato povabile druge velike ameriške korporacije, kot so John Deere, IBM/IBM Rochester in CBS, da oblikuje njihov novi sedež ali druge večje poslovne stavbe. Kljub splošni filozofiji racionalnega oblikovanja je notranjost običajno vsebovala dramatična stopnišča in pohištvo, ki ga je zasnoval Saarinen, kot je serija Pedestal. V 1950-ih je začel prejemati več naročil ameriških univerz za zasnove kampusov in posameznih stavb. Med njimi so Birch Hall na kolidžu Antioch, študentski dom Noyes na Vassarju in Hill College House na Univerzi v Pensilvaniji, kot tudi drsališče Ingalls, kolidža Ezra Stiles & Morse na univerzi Yale, kapela MIT in sosednji avditorij Kresge na MIT ter Stavba in ozemlje pravne fakultete Univerze v Chicagu.
Saarinen je bil leta 1957 član žirije za komisijo operne hiše v Sydneyju in je bil ključnega pomena pri izbiri zdaj mednarodno znanega dizajna Jørna Utzona. Žirija, ki ni vključevala Saarinena, je zavrgla Utzonov dizajn v prvem krogu; Saarinen je pregledal zavržene modele, prepoznal kakovost Utzonovega dizajna in na koncu zagotovil Utzonovo naročilo.
Po očetovi smrti julija 1950 je Saarinen ustanovil lasten arhitekturni biro Eero Saarinen and Associates. Bil je glavni partner od leta 1950 do svoje smrti. Podjetje je izvedlo veliko svojih najpomembnejših del, vključno s kompleksom Bell Labs Holmdel v mestu Holmdel Township v New Jerseyju; Gateway Arch v St. Louisu, Missouri; hiša Miller v Columbusu v Indiani; letalski center TWA na mednarodnem letališču John F. Kennedy, na katerem je sodeloval s Charlesom J. Parisejem; glavni terminal mednarodnega letališča Washington Dulles; in novi vzhodni letalski terminal starega atenskega letališča v Grčiji, ki je bil odprt leta 1967. Številni od teh projektov uporabljajo krivulje vozne mreže v svojih strukturnih načrtih.
V letih 1949–1950 je takrat nova univerza Brandeis najela Saarinena, da bi izdelal glavni načrt za kampus. Saarinenov načrt Temelj za učenje: Načrtovanje kampusa Univerze Brandeis (1949; druga izdaja 1951), razvit z Matthewom Nowickim, je zahteval osrednji akademski kompleks, obdan s stanovanjskimi štirikotniki vzdolž obrobne ceste. Načrt ni bil nikoli izdelan, vendar je bil koristen pri privabljanju donatorjev. Saarinen je zgradil nekaj stanovanjskih objektov v kampusu, vključno Ridgewood (1950), študentski center Sherman (1952) in študentski dom Shapiro v štirikotniku Hamilton (1952). Vsi so bili kasneje bodisi porušeni bodisi obsežno predelani.
Ena njegovih najbolj znanih betonskih konstrukcij iz tanke lupine je avditorij Kresge na MIT. Druga struktura s tanko lupino je Ingalls Rink na univerzi Yale, ki ima viseče kable, povezane z eno samo betonsko hrbtenico in se imenuje 'kit'. Njegovo najbolj znano delo je TWA Flight Center na mednarodnem letališču John F. Kennedy, ki predstavlja vrhunec njegovih prejšnjih načrtov in njegovega genija za izražanje končnega namena vsake stavbe, kar je sam imenoval »slog za delo«. Leta 2019 je bil terminal spremenjen v hotel TWA in ima pohištvo, ki ga je oblikoval Saarinen.
Saarinen je skupaj s svojim očetom Elielom Saarinenom zasnoval Kleinhans Music Hall v Buffalu v New Yorku. Zasnoval je tudi veleposlaništvo ZDA v Londonu, ki je bilo odprto leta 1960, in nekdanje veleposlaništvo ZDA v Oslu.
Saarinen je skupaj z očetom, mamo in sestro oblikoval elemente kampusa Cranbrook v Bloomfield Hillsu v Michiganu, vključno s šolo Cranbrook, šolo Kingswood, umetniško akademijo Cranbrook in znanstvenim inštitutom Cranbrook. Oblikovanje osvinčenega stekla Eera Saarinena je pomembna značilnost teh stavb po celotnem kampusu.

## Nearhitekturne dejavnosti
Saarinena je rekrutiral Donal McLaughlin, prijatelj arhitekturne šole iz njegovih dni na Yalu, da se pridruži vojaški službi v Uradu za strateške storitve (OSS). Saarinenu so naročili, da nariše ilustracije za priročnike o razstavljanju bomb in pripravi načrte za situacijsko sobo v Beli hiši. Saarinen je delal s polnim delovnim časom za OSS do leta 1944. Saarinen worked full-time for the OSS until 1944.(str.329)

## Časti in nagrade
Eero Saarinen je bil leta 1952 izvoljen za člana Ameriškega inštituta arhitektov. Leta 1954 je bil izvoljen za člana Nacionalnega inštituta za umetnost in literaturo. Leta 1962 mu je Ameriški inštitut arhitektov posthumno podelil zlato medaljo.
Leta 1940 je skupaj s Charlesom Eamesom prejel dve prvi nagradi na natečaju za oblikovanje pohištva Muzeja moderne umetnosti v New Yorku. Leta 1948 je osvojil prvo nagrado na tekmovanju Jefferson National Monument. Bostonski umetniški festival leta 1953 mu je podelil veliko arhitekturno nagrado. Dvakrat je prejel prvo častno nagrado Ameriškega inštituta arhitektov, leta 1955 in 1956, in zlato medaljo leta 1962. Leta 1965 je prejel prvo nagrado na natečaju veleposlaništva ZDA v Londonu.

## Osebno življenje
Saarinen je leta 1940 postal naturalizirani državljan Združenih držav.
Leta 1939 se je Saarinen poročil s kiparko Lilian Swann. Imela sta dva otroka, Erica in Susan Saarinen. Njun zakon se je končal z ločitvijo leta 1954. Istega leta se je Saarinen poročil z Aline Bernstein Louchheim, umetnostno kritičarko pri The New York Timesu. Saarinen je srečal Louchheima, ko je prišla v Detroit, da bi ga intervjuvala za njegove prispevke k nedavno dokončanemu tehničnemu centru General Motors. Saarinen in Louchheim sta imela enega sina skupaj, ki sta ga poimenovala Eames po Saarinenovem sodelavcu Charlesu Eamesu. Poleg njunih prispevkov k arhitekturi, oblikovanju in kritiki sta se Eero in Aline Saarinen spominjala po svojih ljubečih in podrobnih osebnih dokumentih, ki jih hranijo v Arhivu ameriške umetnosti.

## Smrt
Saarinen je umrl 1. septembra 1961, star 51 let, med operacijo možganskega tumorja v Ann Arborju v Michiganu. Nadziral je dokončanje nove glasbene stavbe za šolo za glasbo, gledališče in ples Univerze v Michiganu.

## Zapuščina
Do 21. stoletja je Saarinen veljal za enega od mojstrov ameriške arhitekture 20. stoletja. V tem času je bilo njegovo delo predmet velike razstave in več knjig. To je delno zato, ker je Roche-Dinkeloo, naslednik Saarinenovega podjetja, podaril svoje Saarinenove arhive Univerzi Yale, a tudi zato, ker lahko rečemo, da se Saarinenov opus ujema z današnjimi skrbmi glede pluralizma slogov. V svojem času je bil kritiziran – najbolj glasno ga je kritiziral Vincent Scully z Yaleja, ker ni imel prepoznavnega sloga; ena od razlag za to je, da je bila Saarinenova vizija prilagojena vsaki posamezni stranki in projektu, ki nikoli nista bila povsem enaka.  Kritizirala ga je tudi Scully, ker je načrtoval stavbe, ki so bile 'paketi', brez »brez povezave s človekom«, hkrati kruto nehumana in nepomembna, kot da bi jih načrtoval skupni načelnik štaba.
Dokumenti Aline in Eera Saarinen iz let 1906 do 1977 so bili leta 1973 podarjeni Arhivu ameriške umetnosti, Smithsonian Institution (Charles Alan, brat Aline Saarinen in izvršitelj njene zapuščine). Leta 2006 je bila večina teh primarnih virov dokumentov o paru digitalizirana in objavljena na spletni strani arhiva.
Zbirka Eero Saarinen v Kanadskem centru za arhitekturo dokumentira osem zgrajenih projektov, vključno s starim atenskim letališčem v Grčiji, nekdanjimi ameriškimi ambasadami v Oslu na Norveškem in Londonu v Angliji, korporativne projekte za John Deere, CBS in IBM ter Severna krščanska cerkev v Columbusu v Indiani.
Razstavo Saarinenovega dela, Eero Saarinen: Oblikovanje prihodnosti, je organiziral Finski kulturni inštitut v New Yorku v sodelovanju z Yale School of Architecture, National Building Museum in Museum of Finnish Architecture. Razstava je med letoma 2006 in 2010 gostovala po Evropi in Združenih državah, vključno z bivanjem v Narodnem muzeju stavb v Washingtonu, D.C. Razstavo je spremljala knjiga Eero Saarinen: Oblikovanje prihodnosti.
Leta 2016 je bil Eero Saarinen: The Architect Who Saw the Future, film o Saarinenu, ki ga je koproduciral njegov sin Eric Saarinen, premierno predvajan v seriji American Masters na PBS.